# 小滝水音
小滝 水音 （こたき みお、1998年7月7日 - ）は、茨城県ひたちなか市出身の日本の女子プロゴルファー。所属は静ヒルズカントリークラブ。師匠は中嶋常幸。

## 経歴
父に勧められて7歳でゴルフを始める。アマチュア時代は明秀学園日立高等学校時の2016年、東横インジュニアゴルフオープンで優勝、第71回国民体育大会ゴルフ競技で茨城県代表として団体優勝。
2017年7月、プロテストに合格し日本女子プロゴルフ協会に入会 (89期)。
2018年、「樋口久子 三菱電機レディス」の3位タイが最高位。1,636万円余を獲得し、年間賞金ランキング66位。
2019年、「ニチレイレディス」の12位タイが最高位。964万円余を獲得し、賞金ランク87位。
同一年度となった2020年から2021年、「CATレディース」の8位タイが最高位。公式戦の「日本女子プロゴルフ選手権大会」で10位タイ。1,526万円余を獲得し、賞金ランク84位。
2022年、「富士フイルム・スタジオアリス女子オープン」の37位タイが最高位。82万円余を獲得し、賞金ランク139位。
2023年、台湾で行われたステップ・アップ・ツアー「CTBCレディスオープン」でプロ初優勝。「大東建託・いい部屋ネットレディス」では最終日の12番ホールから5連続バーディーを奪い、2位以下を引き離してレギュラーツアー初優勝。黄金世代 (1998年度生まれ) として13人目の優勝者となった。12月初旬にサイパンでスキューバダイビングのライセンスを取得したことを明かした。

## 主な記録

### ツアー優勝(2)

#### JLPGAツアー (1)
| No. | Date          | Tournament                       | スコア             | 2位との差 | 2位（タイ）         |
| --- | ------------- | -------------------------------- | ------------------ | --------- | ------------------- |
| 1   | 2023年7月23日 | 大東建託・いい部屋ネットレディス | −18 (67-66-65=198) | 2打       | 小祝さくら 吉田優利 |

#### ステップアップツアー(1)
- CTBCレディスオープン (2023年)

## テレビ出演
- ゴルフサバイバル (BS日テレ) - 2020年6月、2021年3月
- 女子ゴルフペアマッチ選手権 (BS朝日) – シーズン3に廣田真優と出場